# Jonathan Menéndez
Jonathan Menéndez (Buenos Aires, 1994. március 5. –) argentin labdarúgó, a Newell’s Old Boys csatárja kölcsönben az amerikai Real Salt Lake csapatától.

## Pályafutása
Menéndez az argentin fővárosban, Buenos Airesben született. Az ifjúsági pályafutását a Chacarita Juniors akadémiájánál kezdte.
2010-ben mutatkozott be a Chacarita Juniors felnőtt keretében. 2012-ben a spanyol Sevilla B szerződtette. 2015-ben a Chacarita Juniorshoz, 2016-ban a Tallereshez, majd 2018-ban az Independientéhez igazolt. A 2018–19-es szezonban a katari Al-Rajjánnál, míg a 2019–20-as szezonban a Talleresnél szerepelt kölcsönben. 2021. május 30-án szerződést kötött az észak-amerikai első osztályban érdekelt Real Salt Lake együttesével. Először a 2021. július 25-ei, Colorado Rapids ellen 3–0-ra megnyert mérkőzés 72. percében, Maikel Chang cseréjeként lépett pályára. Első gólját 2021. szeptember 5-én, a Dallas ellen hazai pályán 3–2-es győzelemmel zárult találkozón szerezte meg. 2022 és 2023 között a Vélez Sarsfield és a Newell’s Old Boys csapatát erősítette kölcsönben.

## Statisztikák
2023. február 19. szerint
| Klub                           | Szezon   | Osztály          | Bajnokság | Bajnokság | Kupa  | Kupa | Nemzetközi | Nemzetközi | Összesen | Összesen |
| Klub                           | Szezon   | Osztály          | Meccs     | Gól       | Meccs | Gól  | Meccs      | Gól        | Meccs    | Gól      |
| ------------------------------ | -------- | ---------------- | --------- | --------- | ----- | ---- | ---------- | ---------- | -------- | -------- |
| Real Salt Lake                 | 2021     | MLS              | 20        | 1         | 0     | 0    | —          | —          | 20       | 1        |
| Real Salt Lake                 | 2022     | MLS              | 4         | 0         | 0     | 0    | —          | —          | 4        | 0        |
| Real Salt Lake                 | Összesen | Összesen         | 24        | 1         | 0     | 0    | 0          | 0          | 24       | 1        |
| Vélez Sarsfield (kölcsönben)   | 2022     | Liga Profesional | 6         | 0         | 0     | 0    | —          | —          | 6        | 0        |
| Newell’s Old Boys (kölcsönben) | 2023     | Liga Profesional | 2         | 0         | 0     | 0    | —          | —          | 2        | 0        |
| Összesen                       | Összesen | Összesen         | 32        | 1         | 0     | 0    | 0          | 0          | 32       | 1        |